# Liste der Nummer-eins-Hits in Neuseeland (2017)
Dies ist eine Liste der Nummer-eins-Hits in Neuseeland im Jahr 2017. Sie basiert auf den offiziellen Single und Album Top 40, die im Auftrag von Recorded Music NZ, dem neuseeländischen Vertreter der IFPI, ermittelt werden.

## Singles
| ← 2016 ← | Liste der Nummer-eins-Hits in Neuseeland | Liste der Nummer-eins-Hits in Neuseeland                            | Liste der Nummer-eins-Hits in Neuseeland | 2018 →                    |
| \| Zeitraum \| Wo. ges. \| Interpret \| Titel Autor(en) \| Zusätzliche Informationen \| \| (Zeitraum, Wochen auf Platz eins, Interpret, Titel, Autor[en], zusätzliche Informationen) \| \| \| \| \| \| ----------------------------------------------------------------------------------------- \| -------- \| ------------------------------------------------------------------- \| ---------------------------------------------------------------------------------------------------------------------------------------------------- \| ------------------------- \| \| 26. Dezember 2016 – 8. Januar 2017 2 Wochen (insgesamt 2) \| 2 \| Bruno Mars \| 24K Magic Bruno Mars, Christopher Brody Brown, Philip Lawrence \| – \| \| 9. Januar 2017 – 15. Januar 2017 1 Woche \| 1 \| Clean Bandit feat. Sean Paul & Anne-Marie \| Rockabye Jack Patterson, Steve McCutcheon, Ammar Malik, Ina Wroldsen, Sean Paul Henriques \| – \| \| 16. Januar 2017 – 12. März 2017 8 Wochen (insgesamt 13) \| 13 \| Ed Sheeran \| Shape of You Ed Sheeran, Steve Mac, Johnny McDaid, Kandi Burruss, Tameka Cottle, Kevin Briggs \| – \| \| 13. März 2017 – 19. März 2017 1 Woche \| 1 \| Lorde \| Green Light Ella Yelich-O'Connor, Jack Antonoff, Joel Little \| – \| \| 20. März 2017 – 23. April 2017 5 Wochen (insgesamt 13) \| 13 \| Ed Sheeran \| Shape of You Ed Sheeran, Steve Mac, Johnny McDaid, Kandi Burruss, Tameka Cottle, Kevin Briggs \| – \| \| 24. April 2017 – 14. Mai 2017 3 Wochen \| 3 \| Kendrick Lamar \| Humble. Kendrick Duckworth, Michael Williams II \| – \| \| 15. Mai 2017 – 28. Mai 2017 2 Wochen \| 2 \| DJ Khaled feat. Justin Bieber, Quavo, Chance the Rapper & Lil Wayne \| I’m the One Khaled Khaled, Jason Boyd, Justin Bieber, Quavious Marshall, Robert Brackins III, Chancelor Bennett, Dwayne Carter Jr., Nicholas Balding \| – \| \| 29. Mai 2017 – 27. August 2017 13 Wochen \| 13 \| Luis Fonsi & Daddy Yankee feat. Justin Bieber \| Despacito (Remix) Luis Rodríguez, Erika Ender, Ramón Ayala, Justin Bieber, Jason Boyd, Marty James \| – \| \| 28. August 2017 – 3. September 2017 1 Woche \| 1 \| Macklemore feat. Skylar Grey \| Glorious Ben Haggerty, Holly Hafermann, Josh Karp, Tyler Andrews, Tyler Dopps \| – \| \| 4. September 2017 – 17. September 2017 2 Wochen \| 2 \| Taylor Swift \| Look What You Made Me Do Taylor Swift, Jack Antonoff, Fred Fairbrass, Richard Fairbrass, Rob Manzoli \| – \| \| 18. September 2017 – 24. September 2017 1 Woche \| 1 \| Sam Smith \| Too Good at Goodbyes James Napier, Tor Hermansen, Mikkel Eriksen, Sam Smith \| – \| \| 25. September 2017 – 1. Oktober 2017 1 Woche \| 1 \| Khalid \| Young Dumb & Broke Khalid Robinson, Joel Little, Talay Riley, Jared Boies \| – \| \| 2. Oktober 2017 – 26. November 2017 8 Wochen \| 8 \| Post Malone feat. 21 Savage \| Rockstar Austin Post, Shayaa Abraham-Joseph, Louis Bell, Olufunmibi Awoshiley \| – \| \| 27. November 2017 – 10. Dezember 2017 2 Wochen \| 2 \| Post Malone \| I Fall Apart Austin Post, William Walsh, Carlo Montagese \| – \| \| 11. Dezember 2017 – 24. Dezember 2017 2 Wochen \| 2 \| Ed Sheeran & Beyoncé \| Perfect Duet Ed Sheeran, Beyoncé \| – \| \| 25. Dezember 2017 – 31. Dezember 2017 1 Woche \| 1 \| Ed Sheeran & Andrea Bocelli \| Perfect Symphony Ed Sheeran, Andrea Bocelli \| – \| |                                          |                                                                     | |                           |
| ← 2016 |                                          |                                                                     | | → 2018 →                  |
| Zeitraum | Wo. ges.                                 | Interpret                                                           | Titel Autor(en) | Zusätzliche Informationen |
| (Zeitraum, Wochen auf Platz eins, Interpret, Titel, Autor[en], zusätzliche Informationen) |                                          |                                                                     | |                           |
| 26. Dezember 2016 – 8. Januar 2017 2 Wochen (insgesamt 2) | 2                                        | Bruno Mars                                                          | 24K Magic Bruno Mars, Christopher Brody Brown, Philip Lawrence                                                                                       | –                         |
| 9. Januar 2017 – 15. Januar 2017 1 Woche | 1                                        | Clean Bandit feat. Sean Paul & Anne-Marie                           | Rockabye Jack Patterson, Steve McCutcheon, Ammar Malik, Ina Wroldsen, Sean Paul Henriques                                                            | –                         |
| 16. Januar 2017 – 12. März 2017 8 Wochen (insgesamt 13) | 13                                       | Ed Sheeran                                                          | Shape of You Ed Sheeran, Steve Mac, Johnny McDaid, Kandi Burruss, Tameka Cottle, Kevin Briggs                                                        | –                         |
| 13. März 2017 – 19. März 2017 1 Woche | 1                                        | Lorde                                                               | Green Light Ella Yelich-O'Connor, Jack Antonoff, Joel Little                                                                                         | –                         |
| 20. März 2017 – 23. April 2017 5 Wochen (insgesamt 13) | 13                                       | Ed Sheeran                                                          | Shape of You Ed Sheeran, Steve Mac, Johnny McDaid, Kandi Burruss, Tameka Cottle, Kevin Briggs                                                        | –                         |
| 24. April 2017 – 14. Mai 2017 3 Wochen | 3                                        | Kendrick Lamar                                                      | Humble. Kendrick Duckworth, Michael Williams II | –                         |
| 15. Mai 2017 – 28. Mai 2017 2 Wochen | 2                                        | DJ Khaled feat. Justin Bieber, Quavo, Chance the Rapper & Lil Wayne | I’m the One Khaled Khaled, Jason Boyd, Justin Bieber, Quavious Marshall, Robert Brackins III, Chancelor Bennett, Dwayne Carter Jr., Nicholas Balding | –                         |
| 29. Mai 2017 – 27. August 2017 13 Wochen | 13                                       | Luis Fonsi & Daddy Yankee feat. Justin Bieber                       | Despacito (Remix) Luis Rodríguez, Erika Ender, Ramón Ayala, Justin Bieber, Jason Boyd, Marty James                                                   | –                         |
| 28. August 2017 – 3. September 2017 1 Woche | 1                                        | Macklemore feat. Skylar Grey                                        | Glorious Ben Haggerty, Holly Hafermann, Josh Karp, Tyler Andrews, Tyler Dopps                                                                        | –                         |
| 4. September 2017 – 17. September 2017 2 Wochen | 2                                        | Taylor Swift                                                        | Look What You Made Me Do Taylor Swift, Jack Antonoff, Fred Fairbrass, Richard Fairbrass, Rob Manzoli                                                 | –                         |
| 18. September 2017 – 24. September 2017 1 Woche | 1                                        | Sam Smith                                                           | Too Good at Goodbyes James Napier, Tor Hermansen, Mikkel Eriksen, Sam Smith                                                                          | –                         |
| 25. September 2017 – 1. Oktober 2017 1 Woche | 1                                        | Khalid                                                              | Young Dumb & Broke Khalid Robinson, Joel Little, Talay Riley, Jared Boies                                                                            | –                         |
| 2. Oktober 2017 – 26. November 2017 8 Wochen | 8                                        | Post Malone feat. 21 Savage                                         | Rockstar Austin Post, Shayaa Abraham-Joseph, Louis Bell, Olufunmibi Awoshiley                                                                        | –                         |
| 27. November 2017 – 10. Dezember 2017 2 Wochen | 2                                        | Post Malone                                                         | I Fall Apart Austin Post, William Walsh, Carlo Montagese                                                                                             | –                         |
| 11. Dezember 2017 – 24. Dezember 2017 2 Wochen | 2                                        | Ed Sheeran & Beyoncé                                                | Perfect Duet Ed Sheeran, Beyoncé | –                         |
| 25. Dezember 2017 – 31. Dezember 2017 1 Woche | 1                                        | Ed Sheeran & Andrea Bocelli                                         | Perfect Symphony Ed Sheeran, Andrea Bocelli | –                         |

## Alben
| ← 2016 ← | Liste der Nummer-eins-Hits in Neuseeland | Liste der Nummer-eins-Hits in Neuseeland | Liste der Nummer-eins-Hits in Neuseeland | 2018 →                    |
| \| Zeitraum \| Wo. ges. \| Interpret \| Titel \| Zusätzliche Informationen \| \| (Zeitraum, Wochen auf Platz eins, Interpret, Titel, zusätzliche Informationen) \| \| \| \| \| \| ------------------------------------------------------------------------------ \| -------- \| ----------------------- \| ---------------------- \| ------------------------- \| \| 5. Dezember 2016 – 1. Januar 2017 4 Wochen (insgesamt 16) \| 16 \| Michael Bublé \| Christmas \| – \| \| 2. Januar 2017 – 29. Januar 2017 4 Wochen (insgesamt 5) \| 5 \| Adele \| 25 \| – \| \| 30. Januar 2017 – 12. Februar 2017 2 Wochen (insgesamt 5) \| 5 \| (Soundtrack) \| Moana \| – \| \| 13. Februar 2017 – 19. Februar 2017 1 Woche (insgesamt 5) \| 5 \| Adele \| 25 \| – \| \| 20. Februar 2017 – 12. März 2017 3 Wochen (insgesamt 5) \| 5 \| (Soundtrack) \| Moana \| – \| \| 13. März 2017 – 25. Juni 2017 15 Wochen (insgesamt 36) \| 36 \| Ed Sheeran \| ÷ \| – \| \| 26. Juni 2017 – 16. Juli 2017 3 Wochen \| 3 \| Lorde \| Melodrama \| – \| \| 17. Juli 2017 – 3. September 2017 7 Wochen (insgesamt 36) \| 36 \| Ed Sheeran \| ÷ \| – \| \| 4. September 2017 – 10. September 2017 1 Woche \| 1 \| Queens of the Stone Age \| Villains \| – \| \| 11. September 2017 – 24. September 2017 2 Wochen (insgesamt 36) \| 36 \| Ed Sheeran \| ÷ \| – \| \| 25. September 2017 – 15. Oktober 2017 3 Wochen \| 3 \| Foo Fighters \| Concrete and Gold \| – \| \| 16. Oktober 2017 – 22. Oktober 2017 1 Woche (insgesamt 36) \| 36 \| Ed Sheeran \| ÷ \| – \| \| 23. Oktober 2017 – 12. November 2017 3 Wochen \| 3 \| Pink \| Beautiful Trauma \| – \| \| 13. November 2017 – 19. November 2017 1 Woche \| 1 \| Sam Smith \| The Thrill of It All \| – \| \| 20. November 2017 – 3. Dezember 2017 2 Wochen \| 2 \| Taylor Swift \| Reputation \| – \| \| 4. Dezember 2017 – 31. Dezember 2017 4 Wochen \| 4 \| Sol3 Mio \| A Very M3rry Christmas \| – \| |                                          |                                          |                                          |                           |
| ← 2016 |                                          |                                          |                                          | → 2018 →                  |
| Zeitraum | Wo. ges.                                 | Interpret                                | Titel                                    | Zusätzliche Informationen |
| (Zeitraum, Wochen auf Platz eins, Interpret, Titel, zusätzliche Informationen) |                                          |                                          |                                          |                           |
| 5. Dezember 2016 – 1. Januar 2017 4 Wochen (insgesamt 16) | 16                                       | Michael Bublé                            | Christmas                                | –                         |
| 2. Januar 2017 – 29. Januar 2017 4 Wochen (insgesamt 5) | 5                                        | Adele                                    | 25                                       | –                         |
| 30. Januar 2017 – 12. Februar 2017 2 Wochen (insgesamt 5) | 5                                        | (Soundtrack)                             | Moana                                    | –                         |
| 13. Februar 2017 – 19. Februar 2017 1 Woche (insgesamt 5) | 5                                        | Adele                                    | 25                                       | –                         |
| 20. Februar 2017 – 12. März 2017 3 Wochen (insgesamt 5) | 5                                        | (Soundtrack)                             | Moana                                    | –                         |
| 13. März 2017 – 25. Juni 2017 15 Wochen (insgesamt 36) | 36                                       | Ed Sheeran                               | ÷                                        | –                         |
| 26. Juni 2017 – 16. Juli 2017 3 Wochen | 3                                        | Lorde                                    | Melodrama                                | –                         |
| 17. Juli 2017 – 3. September 2017 7 Wochen (insgesamt 36) | 36                                       | Ed Sheeran                               | ÷                                        | –                         |
| 4. September 2017 – 10. September 2017 1 Woche | 1                                        | Queens of the Stone Age                  | Villains                                 | –                         |
| 11. September 2017 – 24. September 2017 2 Wochen (insgesamt 36) | 36                                       | Ed Sheeran                               | ÷                                        | –                         |
| 25. September 2017 – 15. Oktober 2017 3 Wochen | 3                                        | Foo Fighters                             | Concrete and Gold                        | –                         |
| 16. Oktober 2017 – 22. Oktober 2017 1 Woche (insgesamt 36) | 36                                       | Ed Sheeran                               | ÷                                        | –                         |
| 23. Oktober 2017 – 12. November 2017 3 Wochen | 3                                        | Pink                                     | Beautiful Trauma                         | –                         |
| 13. November 2017 – 19. November 2017 1 Woche | 1                                        | Sam Smith                                | The Thrill of It All                     | –                         |
| 20. November 2017 – 3. Dezember 2017 2 Wochen | 2                                        | Taylor Swift                             | Reputation                               | –                         |
| 4. Dezember 2017 – 31. Dezember 2017 4 Wochen | 4                                        | Sol3 Mio                                 | A Very M3rry Christmas                   | –                         |

## Jahreshitparaden
| ← 2016 ← | Liste der Nummer-eins-Hits in Neuseeland | Liste der Nummer-eins-Hits in Neuseeland               | Liste der Nummer-eins-Hits in Neuseeland | 2018 →   |
| \| Singles \| Position# \| Alben \| \| ------------------------------------------------------------------------------------------------------------------------------------------------------------------------------------------------------------------------- \| --------- \| ------------------------------------------------------ \| \| Shape of You Ed Sheeran , Steve Mac, Johnny McDaid, Kandi Burruss, Tameka Cottle, Kevin Briggs \| 1 \| ÷ Ed Sheeran \| \| Despacito (Remix) Luis Fonsi & Daddy Yankee feat. Justin Bieber Luis Rodríguez, Erika Ender, Ramón Ayala, Justin Bieber, Jason Boyd, Marty James \| 2 \| 25 Adele \| \| Humble Kendrick Lamar Kendrick Duckworth, Michael Williams II, Asheton Hogan \| 3 \| Melodrama Lorde \| \| Castle on the Hill Ed Sheeran , Benjamin Levin \| 4 \| Moana: Original Motion Picture Soundtrack (Soundtrack) \| \| That’s What I Like Bruno Mars , Philip Lawrence, Christopher Brody Brown, James Fauntleroy, Johnathan Yip, Ray Romulus, Jeremy Reeves, Ray McCullough II \| 5 \| Beautiful Trauma Pink \| \| Thunder Imagine Dragons Dan Reynolds, Wayne Sermon, Ben McKee, Daniel Platzman, Alexander Grant, Jayson DeZuzio \| 6 \| Damn Kendrick Lamar \| \| I’m the One DJ Khaled feat. Justin Bieber, Quavo, Chance the Rapper & Lil Wayne Khaled Khaled, Jason Boyd, Justin Bieber, Quavious Marshall, Robert Brackins III, Chancelor Bennett, Dwayne Carter, Jr., Nicholas Balding \| 7 \| XXIVK Magic Bruno Mars \| \| Something Just Like This The Chainsmokers & Coldplay Andrew Taggert, Guy Berryman, Jonny Buckland, Will Champion, Chris Martin \| 8 \| x – Wembley Edition Ed Sheeran \| \| Galway Girl Ed Sheeran , Amy Wadge, Damian McKee, Eamon Murray, Johnny McDaid, Liam Bradley, Niamh Dunne, Sean Graham, Foy Vance \| 9 \| Reputation Taylor Swift \| \| Location Khalid Khalid Robinson, Joshua Scruggs, Chris McClenney, Austin Mensales, Samuel Jimenez, Olatunji Ige, Alfredo Gonzalez, Barjam Kurti \| 10 \| A Very M3rry Christmas Sol3 Mio \| |                                          |                                                        |                                          |          |
| ← 2016 |                                          |                                                        |                                          | → 2018 → |
| Singles | Position#                                | Alben                                                  |                                          |          |
| Shape of You Ed Sheeran , Steve Mac, Johnny McDaid, Kandi Burruss, Tameka Cottle, Kevin Briggs | 1                                        | ÷ Ed Sheeran                                           |                                          |          |
| Despacito (Remix) Luis Fonsi & Daddy Yankee feat. Justin Bieber Luis Rodríguez, Erika Ender, Ramón Ayala, Justin Bieber, Jason Boyd, Marty James | 2                                        | 25 Adele                                               |                                          |          |
| Humble Kendrick Lamar Kendrick Duckworth, Michael Williams II, Asheton Hogan | 3                                        | Melodrama Lorde                                        |                                          |          |
| Castle on the Hill Ed Sheeran , Benjamin Levin | 4                                        | Moana: Original Motion Picture Soundtrack (Soundtrack) |                                          |          |
| That’s What I Like Bruno Mars , Philip Lawrence, Christopher Brody Brown, James Fauntleroy, Johnathan Yip, Ray Romulus, Jeremy Reeves, Ray McCullough II | 5                                        | Beautiful Trauma Pink                                  |                                          |          |
| Thunder Imagine Dragons Dan Reynolds, Wayne Sermon, Ben McKee, Daniel Platzman, Alexander Grant, Jayson DeZuzio | 6                                        | Damn Kendrick Lamar                                    |                                          |          |
| I’m the One DJ Khaled feat. Justin Bieber, Quavo, Chance the Rapper & Lil Wayne Khaled Khaled, Jason Boyd, Justin Bieber, Quavious Marshall, Robert Brackins III, Chancelor Bennett, Dwayne Carter, Jr., Nicholas Balding | 7                                        | XXIVK Magic Bruno Mars                                 |                                          |          |
| Something Just Like This The Chainsmokers & Coldplay Andrew Taggert, Guy Berryman, Jonny Buckland, Will Champion, Chris Martin | 8                                        | x – Wembley Edition Ed Sheeran                         |                                          |          |
| Galway Girl Ed Sheeran , Amy Wadge, Damian McKee, Eamon Murray, Johnny McDaid, Liam Bradley, Niamh Dunne, Sean Graham, Foy Vance | 9                                        | Reputation Taylor Swift                                |                                          |          |
| Location Khalid Khalid Robinson, Joshua Scruggs, Chris McClenney, Austin Mensales, Samuel Jimenez, Olatunji Ige, Alfredo Gonzalez, Barjam Kurti | 10                                       | A Very M3rry Christmas Sol3 Mio                        |                                          |          |